# سنان بن ثابت
سنان بن ثابت (۸۸۰–۹۴۳م) مترجم، پزشک، فیزیک‌دان، ورزشکار و ستاره‌شناس بود.
او از منداییان بود که در قرن چهارم هجری قمری به بغداد رفت و به عنوان طبیب خلیفه المقتدر عباسی کار کرد و مسلمان شد.
وی از مترجمان نهضت ترجمه بوده و در دارالحکمه حضور پیدا می‌کرده‌است.
او فرزند ثابت ابن قره و پدر ابراهیم ابن سنان بوده‌است.